# Refroidissement du verre
 (janvier 2022).
Si vous disposez d'ouvrages ou d'articles de référence ou si vous connaissez des sites web de qualité traitant du thème abordé ici, merci de compléter l'article en donnant les références utiles à sa vérifiabilité et en les liant à la section « Notes et références ».
Le refroidissement du verre est un processus physique dont la maîtrise est nécessaire dans la fabrication du verre. 

## Physique
Après façonnage, l'objet en verre requiert une recuisson (maintien à une température précise caractéristique de sa composition) puis un refroidissement progressif selon une courbe dépendant de sa composition et de sa masse. Trop rapide, le refroidissement provoque de fortes tensions dans la matière dont la baisse de température et donc la contraction sont hétérogènes. Ce stress peut être mesuré au stressomètre, sorte de réfractomètre.

## Technique du verre craquelé
Lorsqu'une pièce de verre soufflé est plongée brusquement dans l'eau froide, des craquelures apparaissent dans la masse du verre. Les craquelures à la surface peuvent être résorbées en chauffant à nouveau la pièce. Cette technique permet de réaliser des objets en verre craquelé tels que des pichets, qui sont résistants malgré leur aspect fragile. 